# Daewon Media
Daewon Media, autrefois appelé Daiwon C&A Holdings, est une entreprise sud-coréenne fondée en 1973 spécialisée dans l'animation, notamment les comics, manga et jeux vidéo.